# Katastrofa kod Yongjie
Katastrofa kod Yongjie (kineski: 永嘉之祸) je naziv za događaje u sjevernoj Kini u doba Wu Hu ustanka neposredno nakon smrti vladara Sima Yuea i propasti carske vojske u sukobu s nomadima Wu Hu na čelu sa Shi Leom. Carska prijestolnica Luoyang, koju je Sima Yue iz političkih razloga ostavio nebranjenom, je ubrzo nakon toga zauzeta od strane Wu Hua. Nakon toga je slijedio veliki pokolj gdje je ubijeno preko 30.000 osoba, uključujući krunskog princa dinastije Jin i pripadnike carske uprave. Car Huai je zarobljen te odveden na dvor Liu Conga, vladara Wu Hu države Han Zhao, gdje je otrovan nekoliko godina kasnije. Nova carska uprava je sastavljena u gradu Chang'an, ali je i taj grad pao nekoliko godina kasnije. Ti su događaji predstavljali kolaps tzv. zapadne dinastije Jin i doveli do pada cijele sjeverne Kine pod vlast Wu Hua.